# Dibrometo de Bis-Piridilmoxi
1,8-Bis[Metil-2-(3-dimetilcarbamoxipiridil)metilamino]octano dimetobrometo é um agente químico sintético de formulação C30H50Br2N6O4.